# ターミネーターX
ターミネーターX（Terminator X）こと、ノーマン・ロジャース（Norman Rogers、1966年8月25日 - ）は、アメリカの元DJで、ヒップホップ・グループのパブリック・エナミーでの仕事で最もよく知られているが、1998年に脱退した。また、チャックD、シスター・ソウルジャー、DJクール・ハーク、コールド・クラッシュ・ブラザーズ、そしてパンク・バーバリアンズによるベース・ミュージック・トラックをフィーチャーした2枚のソロ・アルバム、『ターミネーターX』（1991年）と『スーパー・バッド』（1994年）を制作した。
2013年、ターミネーターXはパブリック・エナミーのメンバーとしてロックの殿堂入りを果たした。

## 引退
音楽界から引退した後、ロジャースはノースカロライナ州バンス郡でエミュー農場を短期間経営していた。ロジャースは2000年代初頭以来、農場に関わっていないが、メディアでは今でも「ダチョウ農家」として頻繁に誤って伝えられている。

## ディスコグラフィ

### スタジオ・アルバム
- 『ターミネーターX』 - Terminator X & The Valley of the Jeep Beets (1991年)
- 『スーパー・バッド』 - Super Bad (1994年)

### パブリック・エナミー
- 『YO!BUM ラッシュ・ザ・ショウ』 - Yo! Bum Rush the Show (1987年)
- 『パブリック・エナミーII』 - It Takes a Nation of Millions to Hold Us Back (1988年)
- 『フィアー・オブ・ア・ブラック・プラネット』 - Fear of a Black Planet (1990年)
- 『アポカリプス91』 - Apocalypse 91... The Enemy Strikes Black (1991年)
- 『ミュージック&アワ・メッセージ』 - Muse Sick N Hour Mess Age (1994年)
- Man Plans God Laughs (2015年)